# Sarapatel

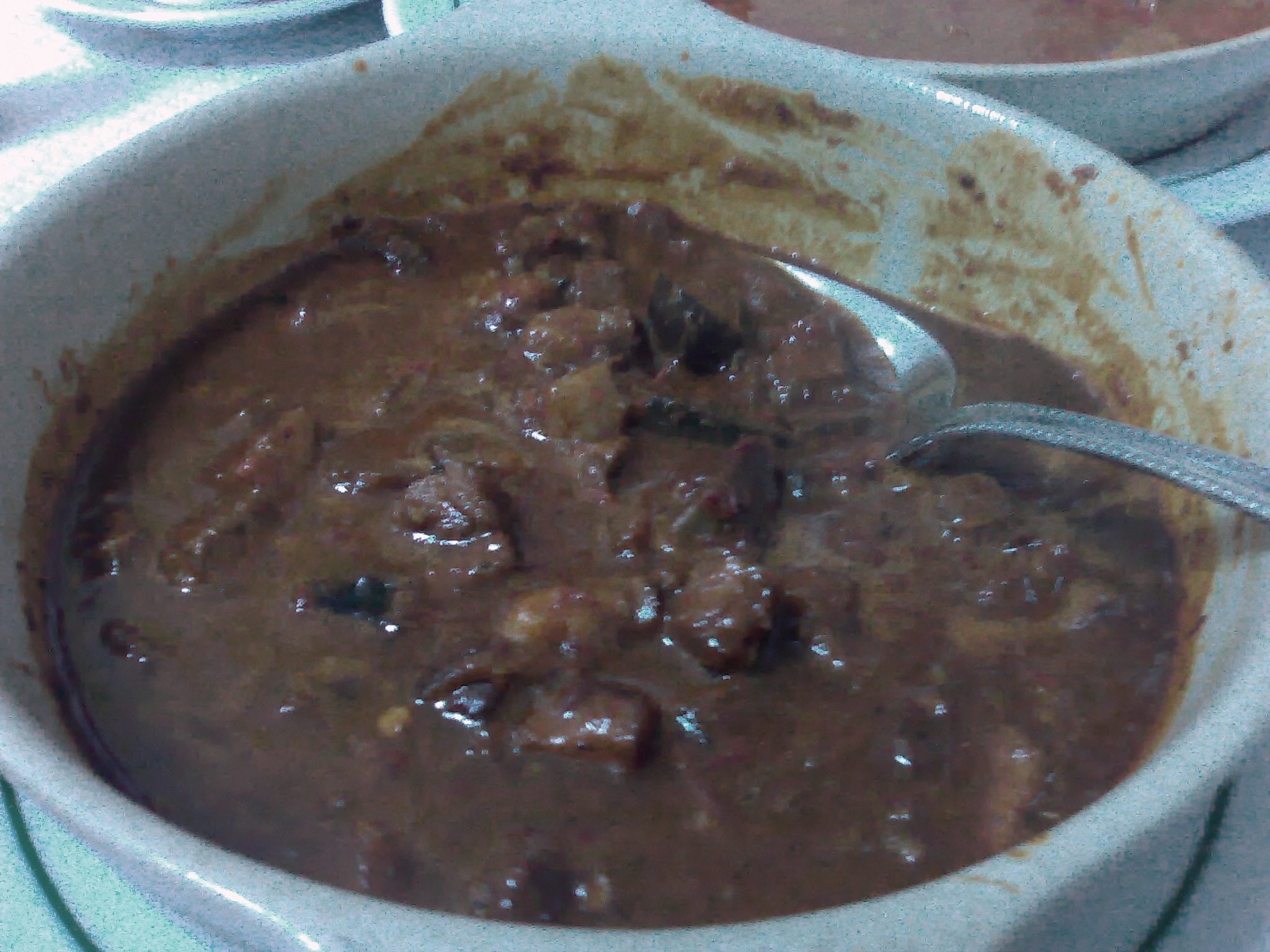
Sarapatel de Goa.

El Sarapatel es una designación genérica común a diversos platos preparados con vísceras de cerdo, cabrito o borrego. Originario del Alto Alentejo, en Portugal, o sarapatel que fue luego adaptado y adoptado en Brasil, y en la gastronomía indo-portuguesa de Goa, Damán y Diu, antaño pertenecientes a la India portuguesa. 

## Variantes

### Brasil
En la cocina brasileña del norte de Brasil el saratapel es un plato elaborado con las tripas y otras vísceras del cerdo, en especial en Bahía. Suele ser servido con harina o arroz.

### Portugal
En la cocina de Portugal el plato es muy popular en el Alto Alentejo el sarapatel se elabora principalmente con carne de borrego o cabrito. Es muy empleada la denominación sopa de sarapatel en algunas recetas.